# 迪爾艾爾 (緬因州)
迪爾艾爾（英語：Deer Isle）是一個位於美國緬因州漢考克縣的市鎮。

## 人口
根據2020年美國人口普查的數據，迪爾艾爾的面積為320.30平方千米，當中陸地面積為76.97平方千米，而水域面積為243.33平方千米。當地共有人口2194人，而人口密度為每平方千米7人。